# Улица Мануфактуури
У́лица Мануфакту́ури (эст. Manufaktuuri tänav — Мануфактурная улица) — улица в Таллине, столице Эстонии. Одна из самых молодых улиц города. Утверждена детальной планировкой, принятой таллинской горуправой в апреле 2010 года.

## География
Проходит в микрорайоне Ситси городского района Пыхья-Таллинн. Начинается от улицы Копли и заканчивается на перекрёстке с улицей Сыле.  
Пролегает по территории бывшего комбината «Балтийская мануфактура» — в настоящее время это офисно-жилой квартал «Мануфактуури», начало созданию которого было положено в 2009 году. Протяжённость улицы составляет около 900 метров.

## История
Название улицы утверждено таллинской горуправой 5 мая 2010 года.
Общественный транспорт по улице не курсирует.

## Застройка
С 2010-х годов на улице идёт строительство восьми- и девятиэтажных квартирных домов. В 2019 году было построено пятиэтажное парковочное здание (дом 22). 

Улица Мануфактуури, старая часть
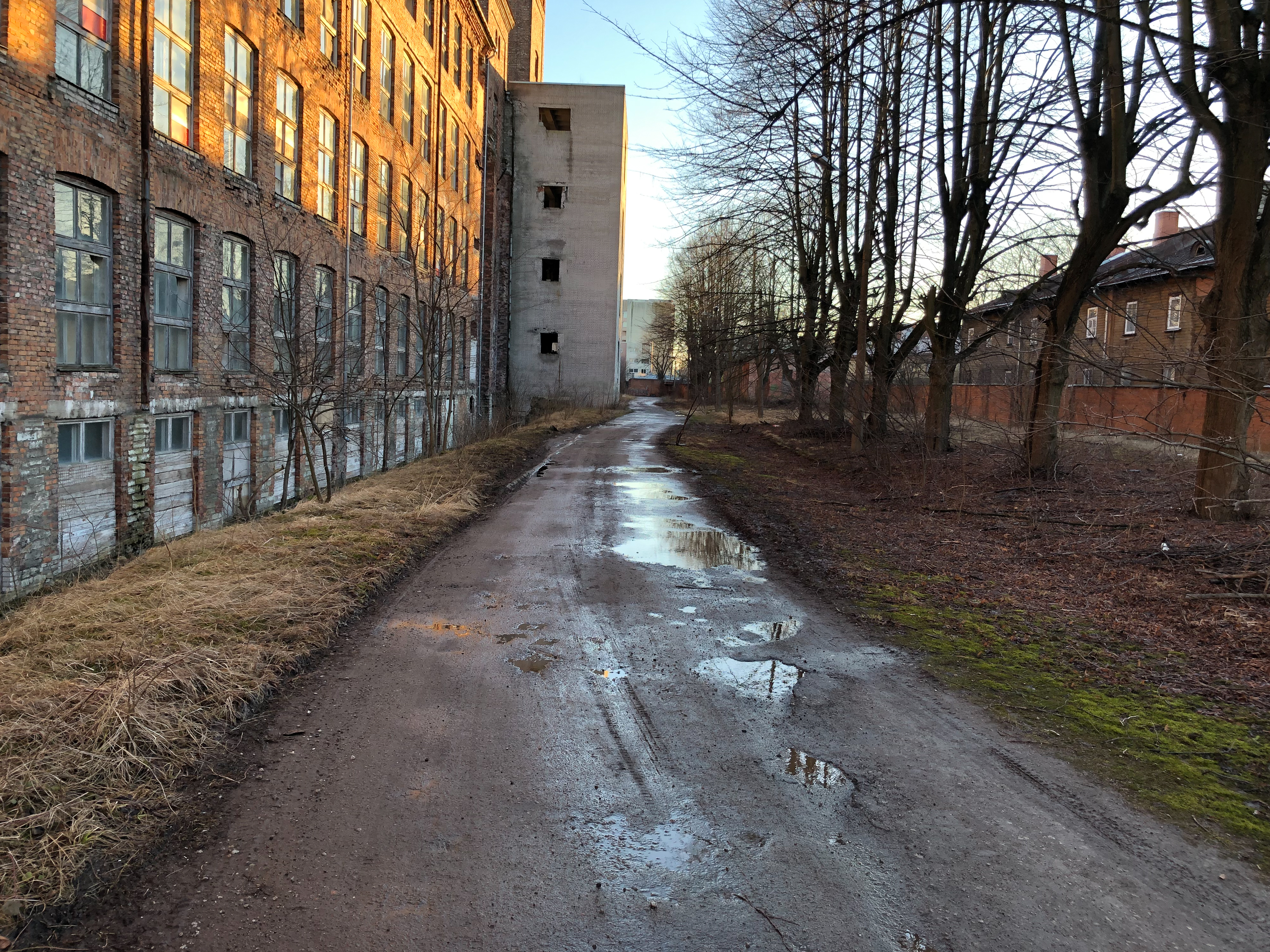
Часть улицы между заброшенным фабричным корпусом и домами на улице Ситси, март 2019 года
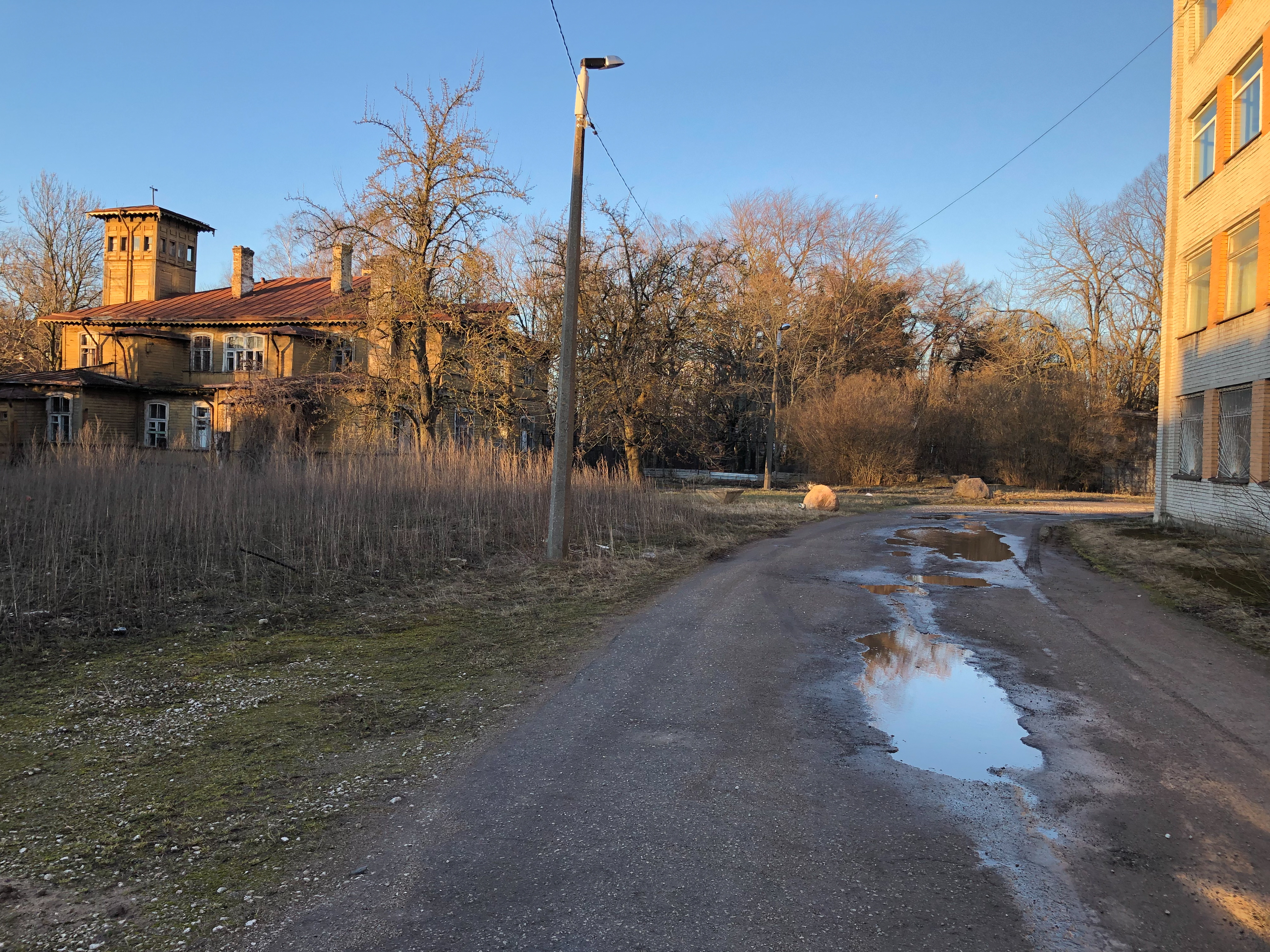
Вид с улицы на дом директора «Балтийской мануфактуры» (памятник культуры 1899 года, сгорел 5 декабря 2019 года)
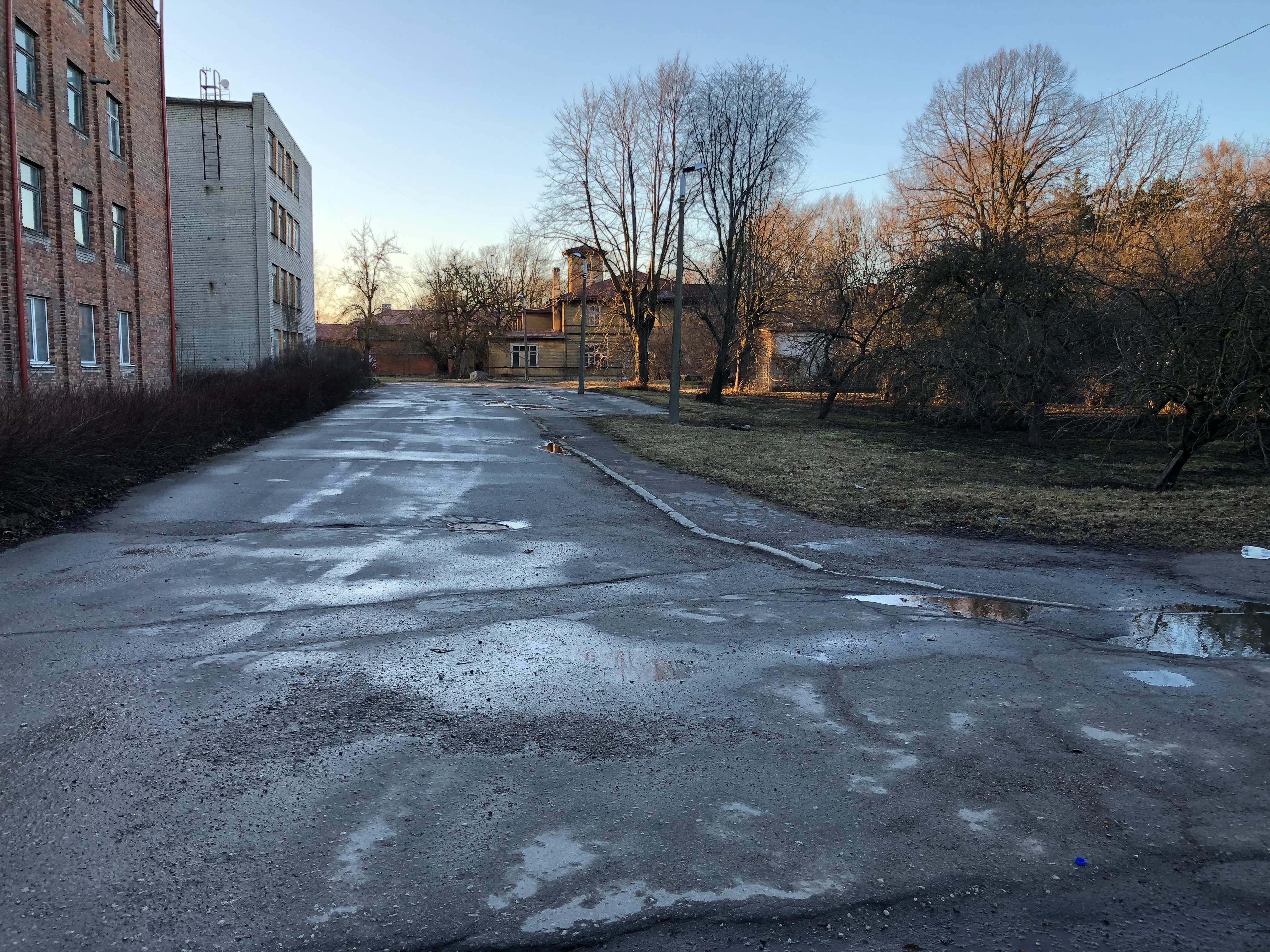
Старая (начальная) часть улицы возле бывших фабричных зданий и Яблоневого сада, март 2019 года
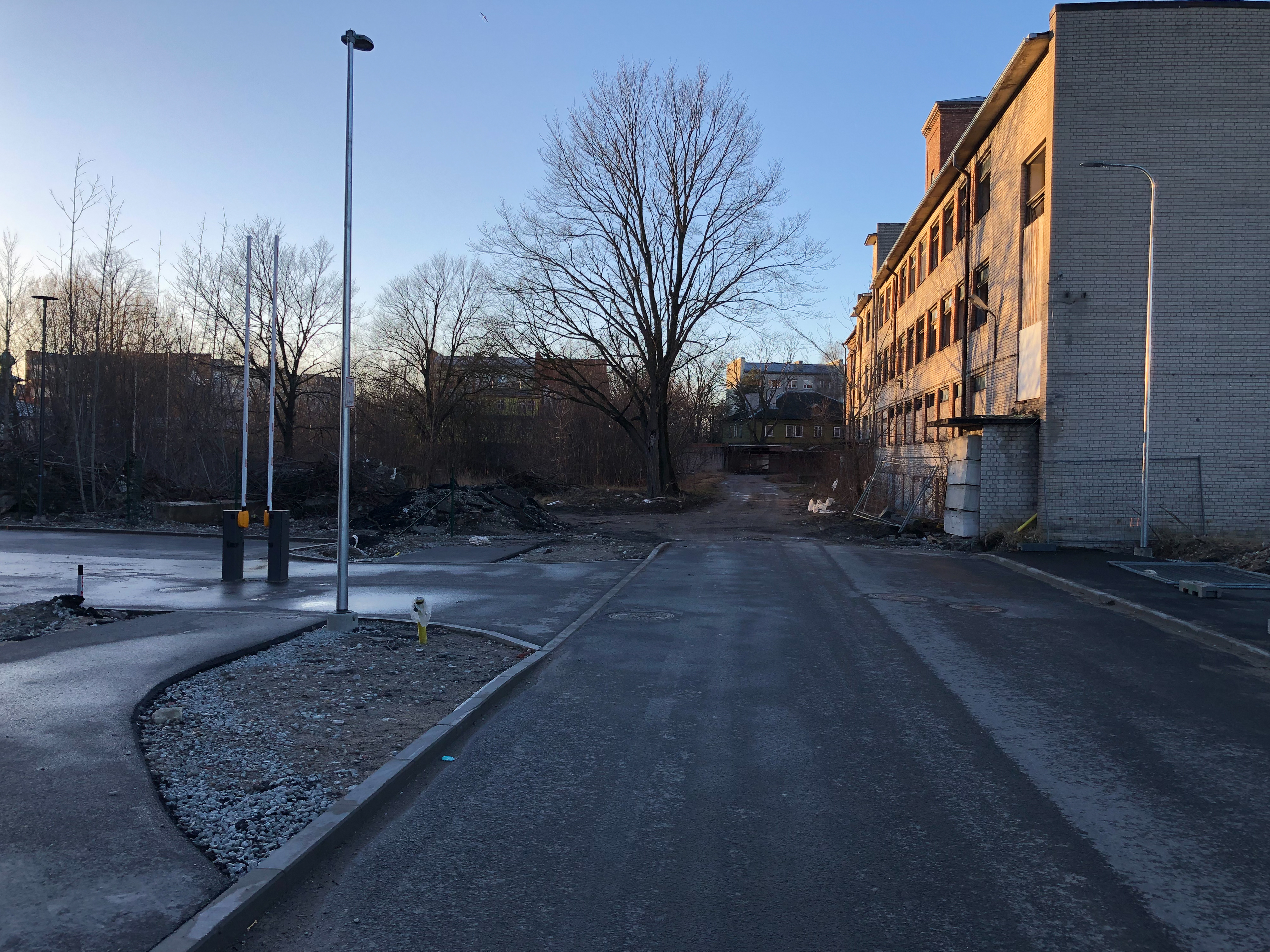
Граница между старой и новой отрезками улицы, март 2019 года

В июне 2020 года стали известны победители конкурса проектов дальнейшей застройки квартала «Мануфактуури». Ими стали архитектурные бюро «Molumba» и «Kadarik Tüür Arhitektid». Фирмы Hepsor AS и Tolaram Investments AS (дочернее предприятие сингапурской компании Tolaram) запланировали инвестировать 100 млн евро в развитие квартала, где будут построены дома с 550 квартирами и 750 парковочными местами. 

Улица Мануфактуури, новое строительство
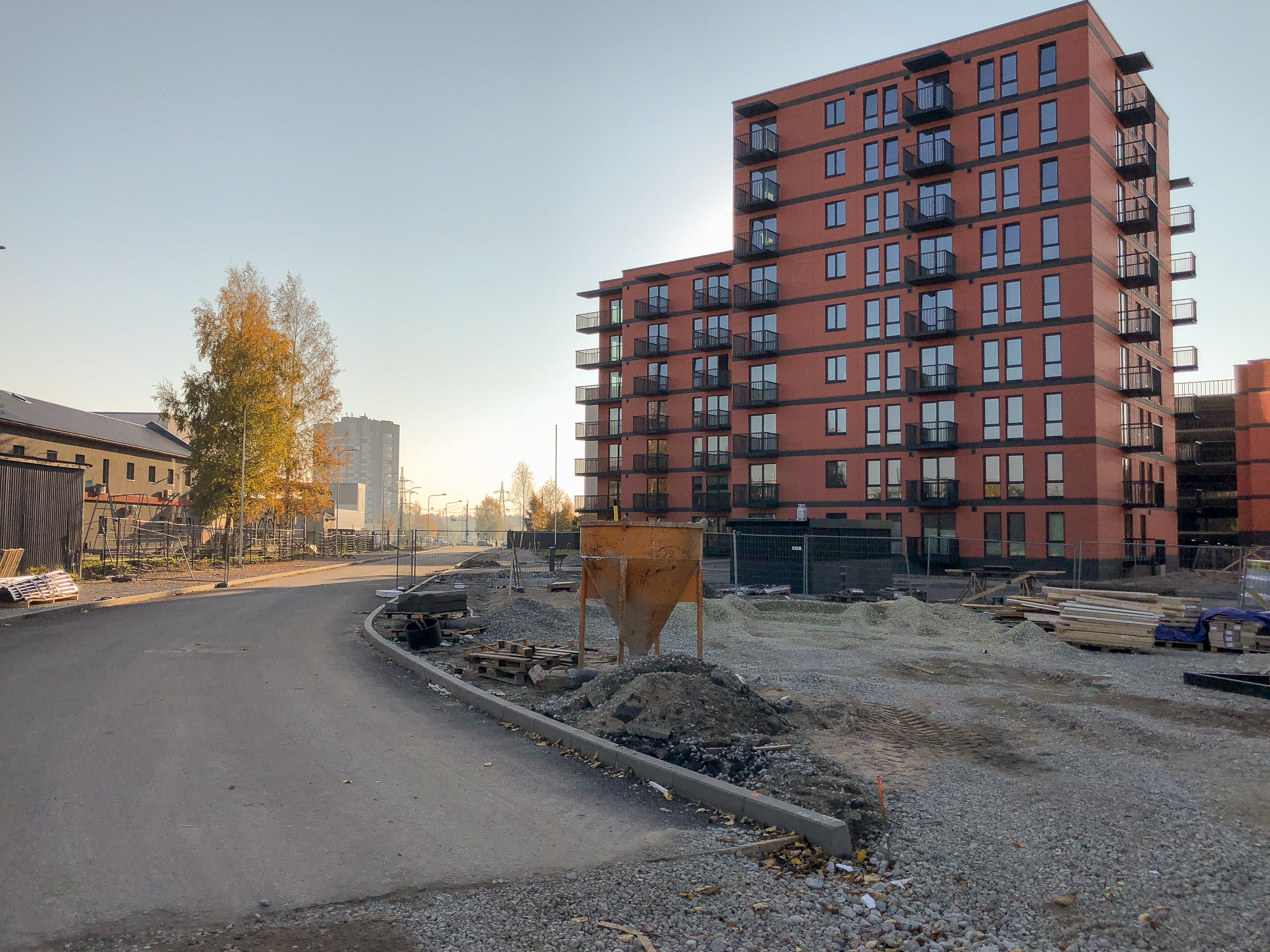
Строительство жилых домов, октябрь 2018 года
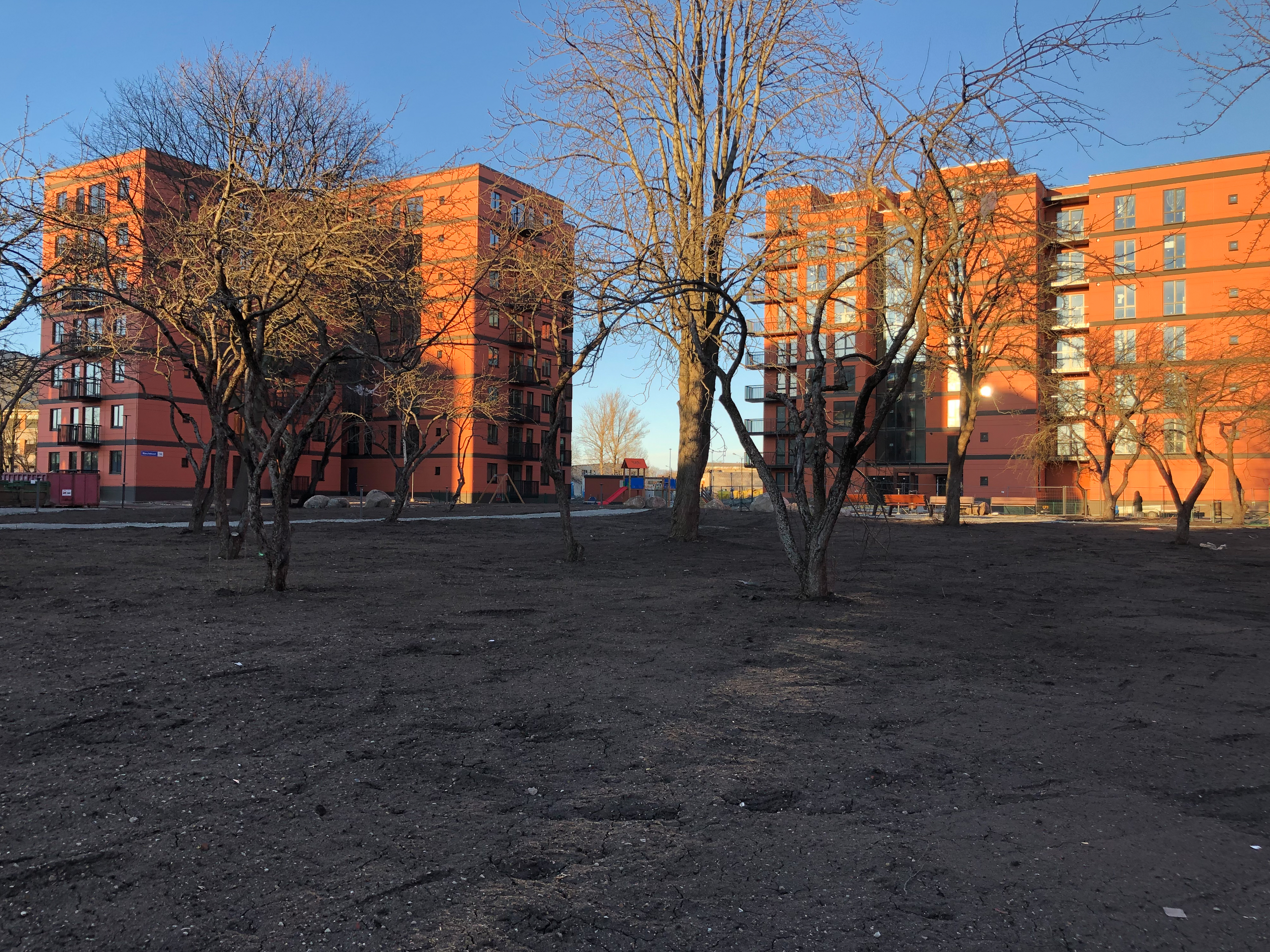
Новостройки, март 2019 года
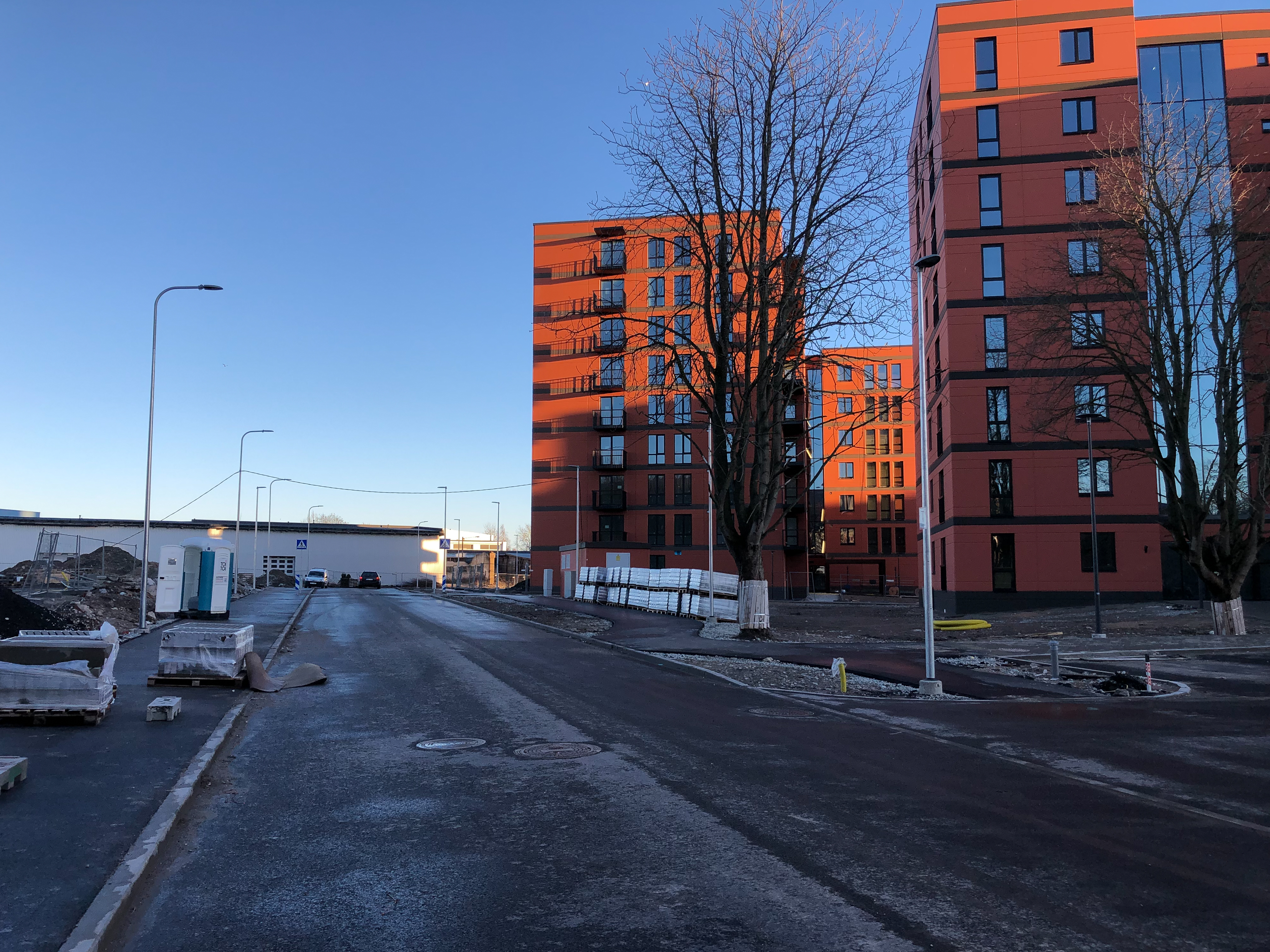
Улица в районе домов 16 и 18, март 2019 года
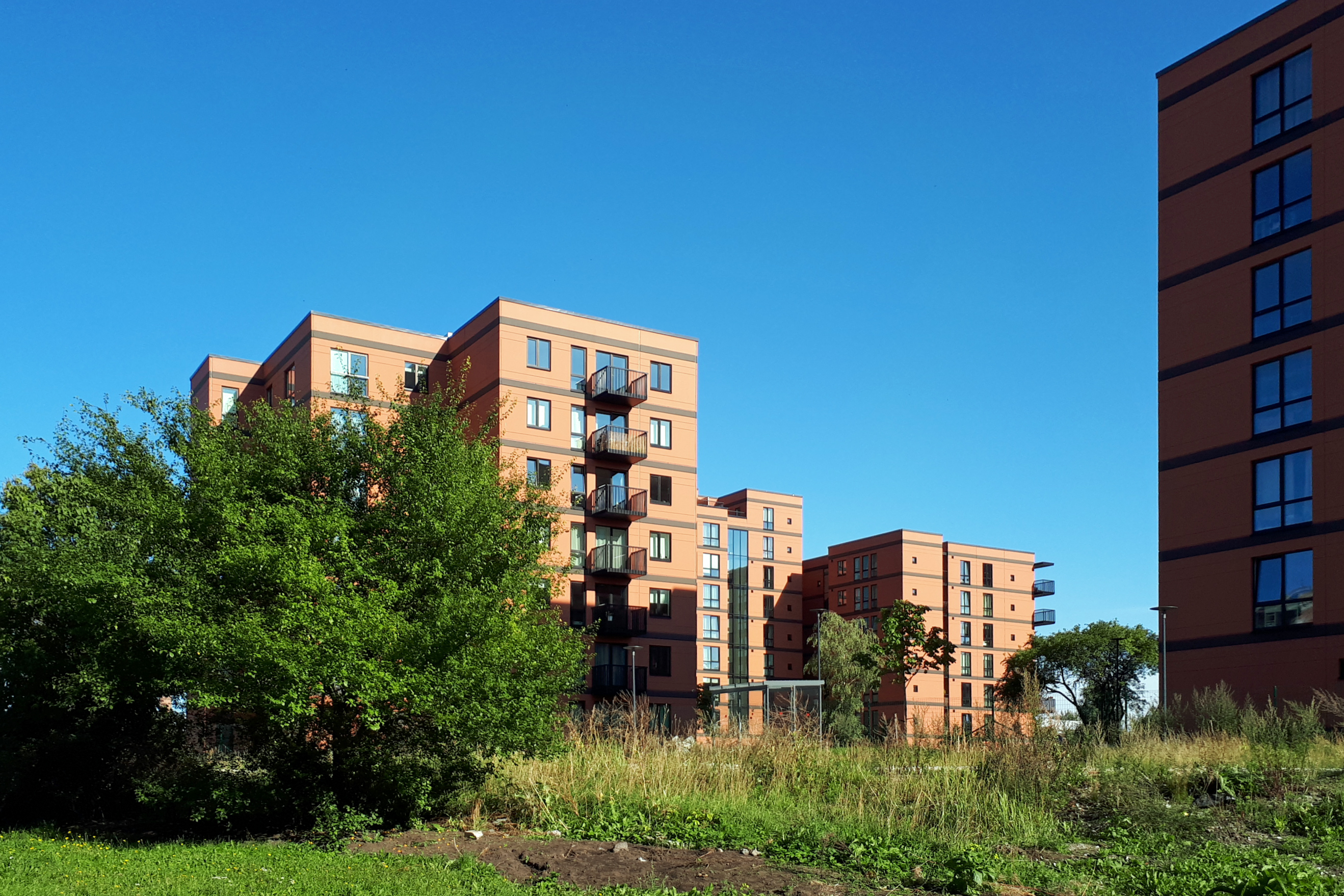
Вид на дома квартала «Мануфактуури» с улицы Ситси, август 2021 года